# خاویر امبرویس
خاویر امبرویس (انگلیسی: Javier Ambrois; ۹ مهٔ ۱۹۳۲ – ۲۵ ژوئن ۱۹۷۵) بازیکن فوتبال اهل اروگوئه بود.
از باشگاه‌هایی که در آن بازی کرده‌است می‌توان به باشگاه فوتبال بوکا جونیورز، باشگاه ورزشی دفنسور، باشگاه فوتبال فلومیننزه، باشگاه فوتبال ناسیونال اروگوئه، و باشگاه فوتبال لانوس اشاره کرد.
وی همچنین در تیم ملی فوتبال اروگوئه بازی کرده‌است.